# ترانسال سی-۱۶۰
در ژانویه ۱۹۵۹ دولتهای فرانسه و آلمان برای ساخت مشترک یک هواپیمای ترابری نظامی توربوپراپ دو موتوره، شرکت ترانسپورتر آلیانز، معروف به ترانسال، را تأسیس کردند. شرکت فوکر مجری اصلی این طرح بود که اداره کلان برنامه را به عهده داشت. بقیه سازندگان عمده شریک طرح، آئرواسپشیال(فرانسه)و ام. بی. بی(آلمان) بودند. حاصل فعالیت طراحان ترانسال، هواپیمای سی-۱۶۰ بود که آئرواسپشیال اولین پیش نمونهٔ آن را مونتاژ کرد. این پیش نمونه در ۲۵ فوریه ۱۹۶۳ برای اولین بار پرواز کرد. تا ابتدای سال بعد، بقیه شریکان شرکت ترانسال هم ۲ فروند پیش نمونهٔ دیگر را به پرواز درآوردند.

## سی-۱۶۰اف، سی-۱۶۰دی، سی-۱۶۰زد
پس از ساخت ۶ فروند سی-۱۶۰ای، تولید اولین ۵۰ فروند سی-۱۶۰اف برای استفاده نیروی هوایی فرانسه آغاز شد و سپس تولید ۱۱۰ فروند سی-۱۶۰دی برای نیروی هوایی آلمان شروع شد. اولین فروند از دو مدل، به‌طور همزمان در ۲۶ آوریل ۱۹۶۸ تحویل داده شد.

پس از فروش ۹ فروند سی-۱۶۰زد به آفریقای جنوبی، با کاهش درخواست آلمان‌ها به ۹۰ فروند،۲۰ فروند باقی‌مانده از مدل دی به نیروی هوایی ترکیه فروخته شد.

## مشخصات
خدمه: خدمه شامل سه نفر در کابین خلبان (خلبان، کمک خلبان و مهندس پرواز)

طول:۳۲٫۴m

بلندی:۱۱٫۶۵m

وزن خالی:۲۸۰۰۰kg

بیشترین وزن برای پرواژ:۵۱۰۰۰kg

نیروی رانشی:دو موتور توربوپراپ رولز رویس

بیشترین سرعت:۵۱۳ کیلومتر بر ساعت

امکان حمل حداقل ۹۳ نفر سرباز، یا بین ۶۱ تا ۸۸ نفر چتر باز کاملاً مسلح، یا ۶۲ تخت روان با ۴ نفر مراقب.